# Audrey Françaix
 (juillet 2021).
Si vous disposez d'ouvrages ou d'articles de référence ou si vous connaissez des sites web de qualité traitant du thème abordé ici, merci de compléter l'article en donnant les références utiles à sa vérifiabilité et en les liant à la section « Notes et références ».
Œuvres principales
- Le Club des apprentis criminels

Audrey Françaix, née le 27 novembre 1980 à Aniche (Nord), est une écrivaine française, auteur de livres pour la jeunesse, également romancière, scénariste de jeux vidéo et éditrice.

## Biographie
Audrey Françaix est née le 27 novembre 1980 dans le nord de la France. Elle publie son premier roman, Le Cercle des Elfes, en mars 2000 puis, en 2004, elle fonde avec son époux Pierre Grimbert les Éditions Octobre. Elle écrit surtout des romans de fantasy dont certains à destination de la jeunesse.
Elle est la sœur de Pascal Françaix, lui aussi écrivain.

## Œuvres

### Littérature jeunesse

#### Fantasy
- Le Cercle des Elfes, Degliame, 2000  (ISBN 2-914088-11-6)
- Les Fées de marbre, Degliame, 2001  (ISBN 2-914088-14-0)
- Le Tribunal des Follets, Degliame, 2001  (ISBN 2-914088-20-5)
- Halloween, le Club des Monstres, Degliame, 2002  (ISBN 2-914088-29-9)
- Monstre en cavale ! : Baba Yaga la sorcière givrée, Octobre, 2014  (ISBN 978-2-91562-145-7)

### Romans de fantasy

#### Le Cycle de la chair
1. la Chair et l’Acier, Octobre, 2004  (ISBN 2-915-62101-2)
2. la Chair et l’Ambre, Octobre, 2005  (ISBN 2-915-62103-9)
3. la Chair et le Soufre, Octobre, 2006  (ISBN 2-915-62111-X)

#### SérieLe Festin d’Ohmelle
1. Bière et champignons, Octobre, 2007  (ISBN 978-2915621198)
2. Cidre et marmelade, Octobre, 2009  (ISBN 978-2915621259)

### Roman
- Le Club des apprentis criminels, Octobre, 2012

### Roman Feel Good
- À la Reconquête de l'Ouest, Octobre, 2020 (ISBN 978-2-915621-76-1)
- La solitude est une une infusion d'amour, Plume de Chat, 2025  (ISBN 978-2-488140-13-3)

### Album Jeunesse
- Princesse Escargot, le Texte et la Parole, 2017  (ISBN 978-2955673522)